# Stanisław Papczyński
Stanisław Papczyński (właśc. Jan Papczyński; imię zakonne: Stanisław od Jezusa i Maryi Papczyński; ur. 18 maja 1631 w Podegrodziu, zm. 17 września 1701 w Górze Kalwarii) – polski kapłan, zakonnik, kaznodzieja, początkowo pijar, a następnie założyciel i pierwszy przełożony generalny Zgromadzenia Księży Marianów Niepokalanego Poczęcia Najświętszej Maryi Panny, święty Kościoła katolickiego.

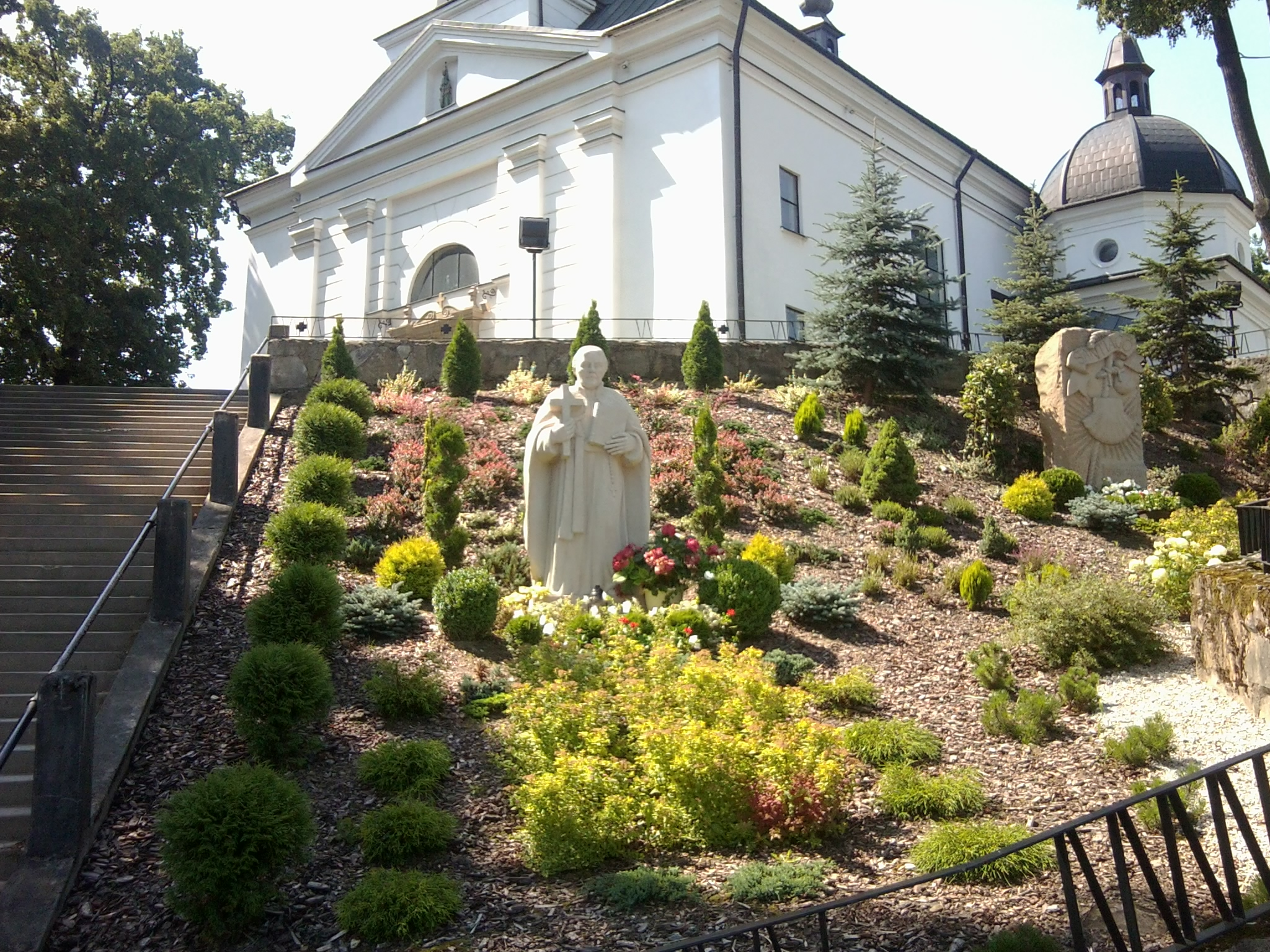
Pomnik św. Stanisława Papczyńskiego obok kościoła w Podegrodziu

## Życiorys

### Lata dzieciństwa i młodości

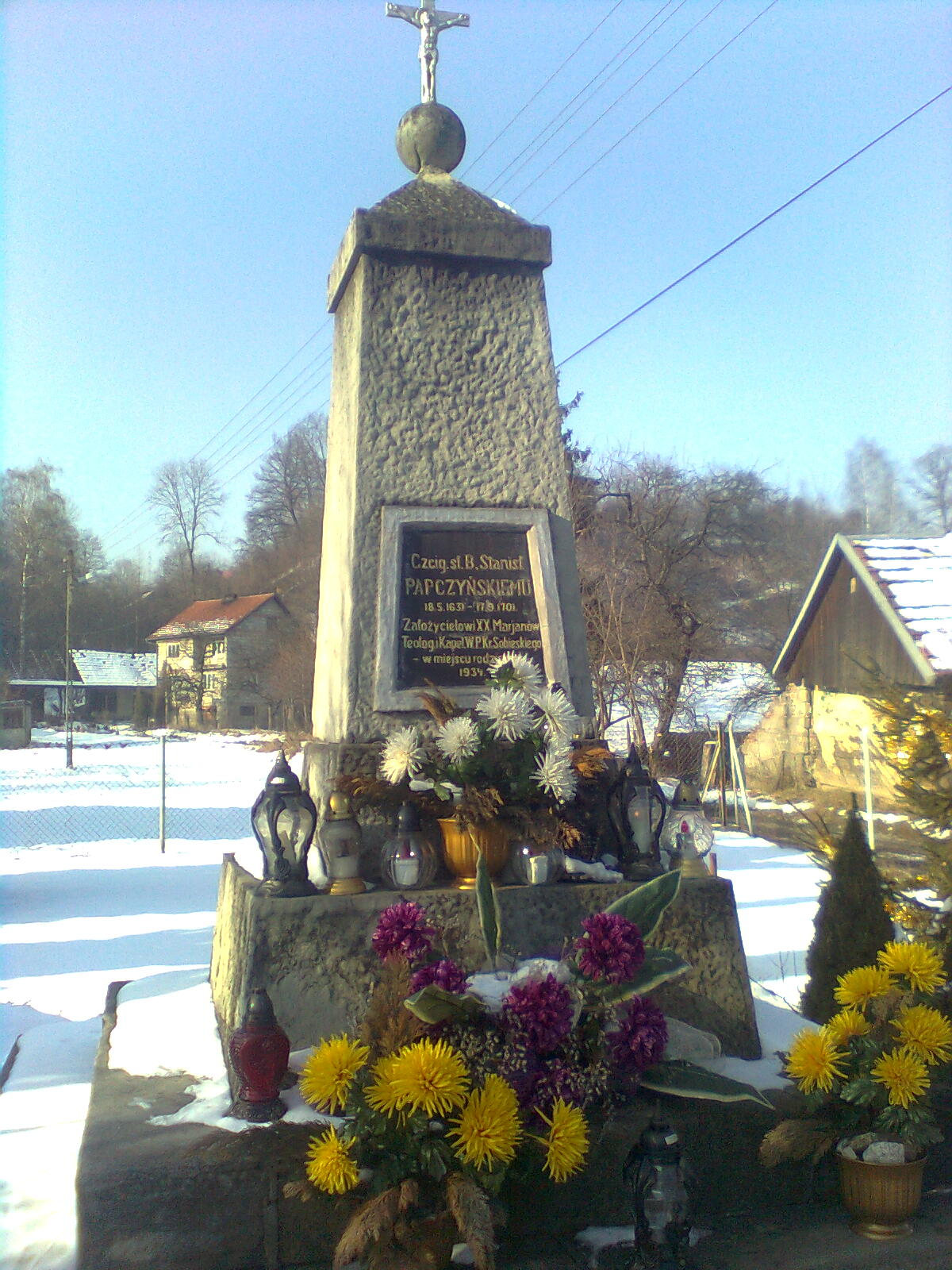
Pomnik na miejscu domu rodzinnego Stanisława Papczyńskiego

Jan Papczyński urodził się w rodzinie wielodzietnej (miał brata Piotra i 6 sióstr) jako syn kowala Tomasza i Zofii z domu Tacikowskiej. Ojciec nosił nazwisko Papka lub Papiec, które później Jan zmienił na Papczyński. Ponadto był sołtysem i zarządcą dóbr parafialnych. Zofia była jego trzecią żoną. Tego samego dnia, którego się urodził (18 maja 1631) został ochrzczony w miejscowym kościele parafialnym św. Jakuba Apostoła. Odznaczał się duchem pobożności. Jej wyrazem było m.in. budowanie ołtarzyków.

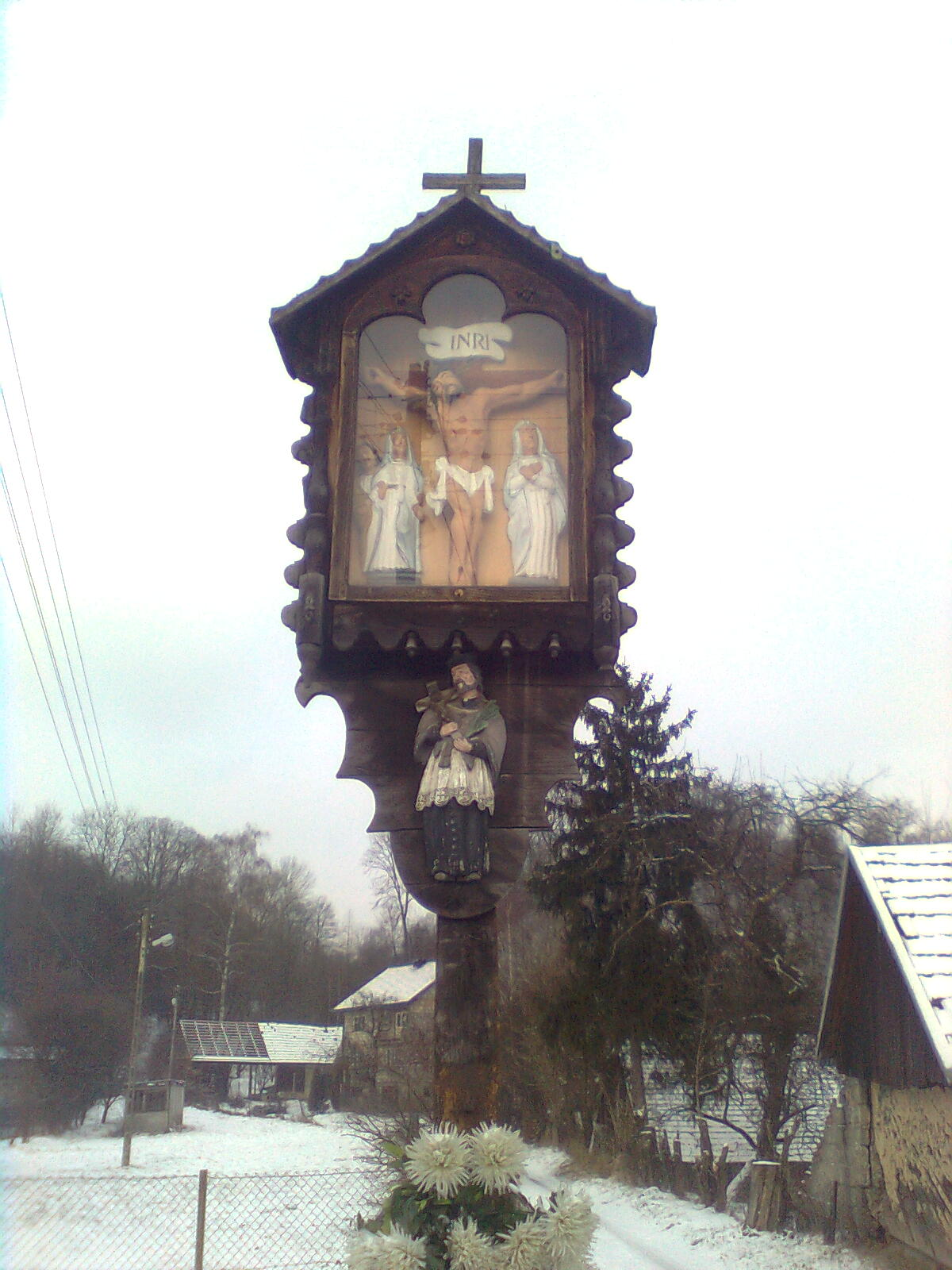
Kapliczka Chrystusa Ukrzyżowanego w Podegrodziu, na parceli należącej dawniej do rodziny Papków

Po ukończeniu trzyletniej parafialnej szkoły elementarnej i dwóch klas gramatyki w Podegrodziu i Nowym Sączu, udał się w 1646 do Jarosławia w celu ukończenia trzeciej klasy w kolegium jezuitów. Po paru miesiącach nauki opuścił Jarosław udając się do Lwowa, celem kontynuacji nauki. Tu latem 1648 zapadł na ciężką chorobę, w wyniku której przez pewien czas błąkał się po ulicach, żebrząc o jałmużnę. Odnaleziony przez ojca powrócił do domu, gdzie powróciwszy do zdrowia udał się w 1649 do kolegium pijarów w Podolińcu, gdzie ukończył trzecią klasę gramatyki. Następnie na skutek grasującej zarazy i zamknięcia szkoły pijarskiej, powrócił do domu, a dalszą naukę podjął u jezuitów we Lwowie, a potem w Rawie Mazowieckiej, gdzie ukończył retorykę i dwuletni kurs filozofii. Był młodzieńcem religijnym, umartwionym, rozmiłowanym w nauce i modlitwie oraz czci do Matki Bożej, które to cechy wyniósł z atmosfery rodzinnego domu i jego pobożnych rodziców.

### W zgromadzeniu pijarów
W czerwcu 1654 po głębokim namyśle, kierowany głosem powołania udał się do Podolińca, wstępując do Zgromadzenia pijarów. Duży wpływ na wybór jego drogi zakonnej – jak sam stwierdził – miał czeski kleryk Wacław od Najświętszego Sakramentu Opatowski. 2 lipca 1654 został przyjęty do nowicjatu, przywdziewając habit oraz obierając imię zakonne: Stanisław od Jezusa i Maryi. Pod kierownictwem mistrza nowicjatu, świątobliwego o. Jana od św. Krzyża Franco SP oraz znacznych postępach w życiu duchowym, w lipcu 1655 został wysłany na studia teologiczne do Warszawy. Tu we wrześniu tegoż roku był świadkiem wkroczenia wojsk szwedzkich, które opanowały stolicę oraz prześladowały duchowieństwo. Z początkiem maja 1656 wojska polsko-litewskie rozpoczęły oblężenie Warszawy, w wyniku którego przerwano tymczasowo jego studia.
22 lipca 1656 przyjął profesję, kończąc nowicjat, a pod koniec lipca tegoż roku otrzymał niższe święcenia i subdiakonat. Następnie opuścił Warszawę, udając się do Podolińca, a następnie w końcu września 1656 na krótko do nowej placówki pijarów do Rzeszowa, po czym powrócił w marcu 1657 do Podolińca. W następnym roku wykładał retorykę w kolegium pijarskim w Podolińcu na podstawie napisanego przez siebie podręcznika pt. (łac. Prodromvs Reginæ Artivm Sive Informatio Tyronum Eloquentiae); pol. Królowa Sztuk, a następnie wykładał od 1660 w Rzeszowie. W 1661 przyjął diakonat w Brzozowie z rąk biskupa przemyskiego Stanisława Sarnowskiego, a następnie 12 marca tegoż roku święcenia kapłańskie. Będąc kapłanem, stał się cenionym spowiednikiem i kaznodzieją. Wkrótce przeniesiono go do Warszawy. Z jego posługi w konfesjonale korzystali m.in. prałaci, biskupi i senatorowie oraz inni dostojnicy, a nawet królowie (Jan III Sobieski czy nuncjusz Antoni Pignatelli, późniejszy papież Innocenty XII). W tym okresie kierował Bractwem Matki Bożej Łaskawej przy kościele zakonnym.
Wkrótce zaczął narastać konflikt pomiędzy nim a Zgromadzeniem. Ojciec Stanisław zaczął występować przeciw przełożonym w przekonaniu, że nadużywają swoich uprawnień i władzy w stosunku do podwładnych. W wyniku tego konfliktu został wezwany na rozmowę do Rzymu z generałem Zakonu o. Kosmą Chiarą SP, który polecił mu udać się pod koniec stycznia 1668 do siedziby prowincji niemieckiej w Nikolsburgu na Morawach. Przebywał tam krótko, bowiem za pozwoleniem prowincjała niemieckiego powrócił niebawem do Warszawy, gdzie spotkały go nowe oskarżenia i prześladowania ze strony zakonników obcej narodowości. Narastający konflikt dotarł nawet do wiadomości nuncjusza kard. Galeazza Marescottiego, który zażądał wyjaśnienia istoty sporu. 20 lipca 1669 o. Wacław Opatowski SP przeprowadził dochodzenie, zakończone protokółem stwierdzającym jego niewinność.
Chcąc jednak uniknąć dalszych szykan i ewentualnych prześladowań oraz kierując się dobrem zgromadzenia w sierpniu 1669 o. Stanisław wysłał na ręce generała zakonu prośbę o zwolnienie ze ślubów, przechodząc pod jurysdykcję biskupa krakowskiego Andrzeja Trzebickiego, przebywając od września 1669 w Kazimierzu pod Krakowem. 8 stycznia 1670 na polecenie prowincjała o. Wacława Opatowskiego SP został uprowadzony do Podolińca, a następnie do Prievidzy na Węgry, gdzie trzymano go w karcerze przez około 3 miesiące. 22 marca tegoż roku na polecenie biskupa krakowskiego Mikołaja Oborskiego został uwolniony, powracając do Kazimierza. Napisał wtedy prośbę 7 czerwca do Stolicy Apostolskiej o zwolnienie ze ślubów zakonnych, która to na podstawie wydanego 18 października 1670 brewe papieża Klemensa X (łac. Cum felicis recordationis) została przyjęta. Brewe to upoważniło generała pijarów do jego zwolnienia, które nastąpiło aktem sekularyzacji dokonanym 11 grudnia 1670 przez wiceprowincjała o. Michała Krausa SP. Po akcie sekularyzacji Stanisław Papczyński stał się kapłanem diecezjalnym, będąc księdzem Arcybractwa Niepokalanego Poczęcia NMP przy kościele św. Jakuba w Kazimierzu pod Krakowem. Wtedy to zrodziła się myśl służby w nowo powołanym zgromadzeniu, które zamierzał założyć.

### Założenie Zgromadzenia marianów
Idąc za radą spowiedników zatrzymał się z początkiem września 1671 na dworze Jakuba Karskiego w Luboczy koło Nowego Miasta nad Pilicą, gdzie był kapelanem. Wkrótce za pozwoleniem biskupa poznańskiego Stefana Wierzbowskiego i za wiedzą nuncjusza, przywdział w kaplicy Karskich biały habit zakonny przed cudownym obrazem Matki Bożej Niepokalanie Poczętej, będącym darem papieża Urbana VIII, a przeniesionym później do kościoła w Puszczy Mariańskiej, tworząc pierwszy męski zakon klerycki na ziemi polskiej. Ideą tego Zgromadzenia było szerzenie kultu Matki Bożej w jej tajemnicy Niepokalanego Poczęcia. Początkowo pojawiły się trudności w sformowaniu zakonników i rozszerzeniu się jego bazy, korzystając jednak z rady kameduły o. Franciszka Wilgi udał się do pustelni w Puszczy Korabiewskiej, gdzie przebywał ze swymi towarzyszami weteran wojenny Stanisław Krajewski. Tam 4 lipca 1673 przyjął od niego akt ofiarowania się Zgromadzeniu Maryi Niepokalanie Poczętej, poprzez przywdzianie białego habitu i przyjęcie imienia zakonnego Jana od Niepokalanego Poczęcia oraz przekazując aktem darowizny z 7 października 1673 ziemię na budowę domu rekolekcyjnego.
Niebawem pojawiły się trudności w wypełnianiu reguły zakonnej, co skłoniło do wizytacji biskupa Stanisława Jacka Święcickiego, który 24 października 1673 zobowiązał zakonników do ściślejszej reguły, poprzez: przestrzeganie milczenia, publiczne biczowanie, zakaz posiadania pieniędzy i życie w klauzurze. Ostra reguła stała się wkrótce przyczyną konfliktu pustelników, wielu kandydatów opuściło pustelnię, a pozostały jedyny towarzysz o. Stanisław Krajewski pewnego dnia go nawet zelżył i pobił. Doprowadziło to do złagodzenia reguły zakonnej, by zgromadzenie miało charakter mniej pustelniczy, a bardziej apostolski. 15 czerwca 1674 otrzymał dekret biskupa na budowę kaplicy zakonnej. Kryzys personalny okazał się tak poważny, że latem 1676 o. Stanisław Papczyński zwrócił się do pijarów o ponowne przyjęcie, które zostało 18 maja 1677 odrzucone przez radę generalną.
Międzyczasie pojawili się nowi kandydaci, którzy sprostali regule, a jeden z nich o. Józef od Wszystkich Świętych został jako pierwszy wyświęcony w Zgromadzeniu na kapłana. Wkrótce pustelnia korabiewska stała się znana w okolicy, przyciągając coraz to nowych kandydatów. W pierwszym okresie swego pobytu w klasztorze korabiewskim o. Stanisław Papczyński wydał w Krakowie w 1675 dzieło ascetyczne pt. (łac. Templum Dei Mysticum). Uzyskał również 27 kwietnia 1677 aprobatę zgromadzenia przez Sejm Rzeczypospolitej, potwierdzającą prawo do gruntu. Ojciec Stanisław stał się orędownikiem modlitwy za zmarłych, poprzez obowiązek codziennego odmawiania całego różańca i oficjum żałobnego. Szczególnej trosce polecał żołnierzy poległych na polach bitew.
30 kwietnia 1677 założył drugi dom zakonny w Nowej Jerozolimie (Góra Kalwaria), na miejscu wsi Góra koło Czerska, aktem fundacyjnym z 22 listopada 1677, który przydzielił marianom kościół Wieczerzy Pańskiej z okolicznymi gruntami.
Ojciec Papczyński w 1678 zwrócił się do biskupa Stefana Wierzbowskiego z prośbą o zatwierdzenie diecezjalne zgromadzenia marianów, która po przeprowadzonych rozprawach została zaakceptowana, a zgromadzenie erygowane decyzją z 21 kwietnia 1679. Ojciec Papczyński ponadto stał się jego dożywotnim przełożonym generalnym. Niebawem przebywający w Nowej Jerozolimie król Jan III Sobieski wystawił 2 czerwca 1679 dokument potwierdzający nadane wcześniej przywileje, znacznie je rozszerzając. Następnie 20 marca 1681 papież Innocenty XI wydał brewe (łac. Cum sicut accepimus) przyznające marianom prawo do odpustów w pewne ustalone dni. Towarzyszył królowi Janowi III Sobieskiemu w bitwie pod Wiedniem i tam wraz z o. Markiem z Aviano OFMCap. (późniejszym błogosławionym), błogosławił wojsko i niósł posługę duchowną.
W celu aprobaty Zgromadzenia marianów przez Stolicę Apostolską udał się pod koniec 1690 w towarzystwie subdiakona Joachima od św. Anny Kozłowskiego MIC w podróż do Rzymu, ale do spotkania z papieżem Aleksandrem VIII nie doszło, na skutek jego śmierci 1 lutego 1691. Wkrótce powrócił do Polski. Jesienią 1698 wysłał do Rzymu w tej samej sprawie o. Joachima Kozłowskiego MIC. 21 września 1699 zakon marianów uzyskał aprobatę od Stolicy Apostolskiej, po przyjęciu Reguły Dziesięciu Cnót Najświętszej Maryi Panny i agregacji do Zakonu Braci Mniejszych.
U schyłku życia o. Stanisława, cześnik łukowski Jan z Glewu Lasocki ufundował w Czersku na podstawie dokumentu z 15 października 1699 kościół i klasztor na terenie parafii Wilga w Goźlinie, gdzie umieszczono później Obraz Matki Bożej Bolesnej przywieziony przez o. Stanisława z jego rodzinnego domu w Podegrodziu.
6 czerwca 1701 o. Stanisław Papczyński złożył w Warszawie uroczyste śluby na ręce nuncjusza apostolskiego Francesca Pignatellego, a miesiąc później przyjął profesję zakonną swoich współbraci. Zmarł trawiony gorączką 17 września 1701 w godzinach wieczornych, trzymając krucyfiks. Pochowany został pod podłogą kościoła Wieczerzy Pańskiej w pobliżu ołtarza św. Rafała.

## Publikacje
Ojciec Stanisław Papczyński pozostawił po sobie kilka pozycji piśmienniczych, a następnie już po jego śmierci ukazały się również inne publikacje
- Stanislao a Iesv Maria: Prodromvs Reginæ Artivm Sive Informatio Tyronum Eloquentiae. Varsaviæ: Apud Viduam & Hæred. Petri Elert, 1663. OCLC 750486030. (łac.). Brak numerów stron w książce
- Stanislao à Iesv Maria Clericorum Paup: Doctor Angelicvs, In sui Ordinis Varsauiensi Basilica, Pro Rostris Lavdatvs. Varsaviæ: Typis Elertianis, 1664. OCLC 750952738. (łac.). Brak numerów stron w książce
- Per R. P. Ioannem Papczynski: Orator Crvcifixvs Sive Vltima Septem Verba Domini Nostri Iesv Christi, Totidem pijs discursibus exposita. Cracoviæ: Ex Officina Schedeliana, 1670. OCLC 823582674. (łac.). Brak numerów stron w książce
- Stanislavs a Iesv Maria: Templvm Dei mysticvm quod in homine Christiano demonstrauit r. p. Stanislavs a Iesv Maria presbyter Polonus opusculum cuiuis hominu[m] statui maxime proficuum et ad sermones dedicationis ecclesiae summopere accommodum. Cracoviae: Schedelianis, 1675. OCLC 899864544. (łac.). Brak numerów stron w książce
- Stanislaum a Iesv Maria sacerdotem Polonum: Christvs patiens septem discvrsibvs quadragesimali paenitentiae accomodatis, devotae Piorum considerationi propositus. Varsaviae: Caroli Ferdinandi Schreiber, 1690. OCLC 1036306258. (łac.). Brak numerów stron w książce
- Stanisław Papczyński, Kazimierz Krzyżanowski, Scripta Historica P. Stanislai a J. M. Papczyński, Varsaviae: Institutum Historicum Marianorum, 1999 (Fontes Historiae Marianorum, 8), ISBN 83-7019-227-0, OCLC 749168215 (łac.). Brak numerów stron w książce
- Stanisław Papczyński, Kazimierz Krzyżanowski, Inspectio cordis: Stanislai a Iesu Maria Papczyński (...) recollectiones pro dominicis et festis totius anni, pro menstruis exercitiis et quotidianae, Varsaviae: Institutum Historicum Marianorum, 2000 (Fontes Historiae Marianorum, 9), ISBN 83-915180-0-0, OCLC 749354722 (łac.). Brak numerów stron w książce
- Stanisław Papczyński, Kazimierz Krzyżanowski, Norma vitae; et Alia scripta, Varsaviae: Institutum Historicum Marianorum, 2001 (Fontes Historiae Marianorum, 10), ISBN 83-915180-2-7, OCLC 749354737 (łac.). Brak numerów stron w książce
- Stanisław Papczyński, Wacław Makoś, Bogdan Kupis, W drodze do domu Ojca. Antologia, Warszawa: Stowarzyszenie Pomocników Mariańskich, 2002, ISBN 978-83-909858-4-8, OCLC 749495012. Brak numerów stron w książce
- Stanisław Papczyński, Wacław Makoś, Bogdan Kupis, Boska Dobroć i Miłosierdzie. Antologia, Warszawa: Stowarzyszenie Pomocników Mariańskich, 2002, ISBN 978-83-909858-4-8, OCLC 749494974. Brak numerów stron w książce
- Stanisław Papczyński i inni, Pisma fundacyjne, Warszawa: Wydawnictwo Księży Marianów, 2007 (Źródła Mariańskie, 2), ISBN 978-83-7502-103-5, OCLC 749620964. Brak numerów stron w książce
- Stanisław Papczyński, Janusz Andrzej Drob, Bogdan Kupis, Zwiastun królowej sztuk czyli Kształcenie adeptów kunsztownego przemawiania autorstwa Stanisława od Jezusa i Maryi ze Szkół Pobożnych, Warszawa: Wydawnictwo Księży Marianów, 2007 (Źródła Mariańskie, 3), ISBN 978-83-7502-104-2, OCLC 297578750. Brak numerów stron w książce
- Stanisław Papczyński, Andrzej Pakuła, Wacław Makoś, Wejrzenie w głąb serca, Warszawa: Wydawnictwo Księży Marianów, 2008 (Źródła Mariańskie, 4), ISBN 978-83-7502-122-6, OCLC 297825446. Brak numerów stron w książce
- Stanisław Papczyński i inni, Pisma pasyjne, Warszawa: Wydawnictwo Księży Marianów, 2008 (Źródła Mariańskie, 5), ISBN 978-83-7502-123-3, OCLC 316496503. Brak numerów stron w książce
- Stanisław Papczyński, Janusz Kumala, Różaniec z bł. Stanisławem Papczyńskim, Licheń Stary: Centrum Formacji Maryjnej „Salvatoris Mater”, 2009, ISBN 978-83-60141-27-4, OCLC 750941899. Brak numerów stron w książce
- Stanisław Papczyński, Janusz Kumala, Duchowe wskazania, Licheń Stary: Centrum Formacji Maryjnej „Salvatoris Mater”, 2016, ISBN 978-83-63475-31-4, OCLC 956574638. Brak numerów stron w książce
- Stanisław Papczyński, Roman Piętka, Ukrzyżowany mówca czyli Siedem ostatnich słów naszego Pana Jezusa Chrystusa w tyluż pobożnych rozważaniach objaśnionych przez czcigodnego ojca Jana Papczyńskiego prezbitera polskiego, Warszawa: Wydawnictwo Księży Marianów, 2017, ISBN 978-83-7502-638-2, OCLC 1014093767. Brak numerów stron w książce
- Stanisław Papczyński i inni, Mistyczna świątynia Boga, którą ukazał w chrześcijaninie czcigodny ojciec Stanisław Od Jezusa i Maryi, prezbiter polski. Dziełko bardzo pożyteczne dla ludzi każdego stanu, przydatne zwłaszcza do kazań na poświęcenie Kościoła, Warszawa: Wydawnictwo Księży Marianów, 2021, ISBN 978-83-7502-895-9, OCLC 1423936337. Brak numerów stron w książce

## Rekonstrukcja twarzy
Przed uroczystością beatyfikacji ojcowie marianie wykorzystując nowoczesne metody antropologii poddali czaszkę wyciągniętą z grobu błogosławionego komputerowej rekonstrukcji w celu zilustrowania wyglądu jego twarzy w Zakładzie Medycyny Sądowej Uniwersytetu Medycznego w Poznaniu przeprowadzoną przez dr Dorotę Lorkiewicz-Muszyńską. W wyniku przeprowadzonych badań sporządzono jego portret pamięciowy oraz stwierdzono: 

O. Papczyński miał twarz dość szeroką, średnio wysoką, kształtu zbliżonego do elipsoidalnego; włosy grube, mogły być sztywne i raczej rzadkie, raczej proste; czoło było wysokie, średnio szerokie w okolicy oczodołowej, wyraźnie rozszerzające się ku górze; brwi niezbyt obfite, raczej wąskie, ukośne lub poziome, oczy raczej małe, nos w stosunku do pozostałych proporcji twarzy był niewielki - krótki i średnio szeroki, usta w całościowym ujęciu niewielkie, uszy - charakterystyczne dla typu alpejskiego: raczej duże i niezbyt grube, mogły być odstające. W związku z ustaleniem typu alpejskiego pod względem fizjonomicznym należy wnioskować, iż osoba była średniorosła, o dosyć mocnej budowie, o mocnym kośćcu, dobrze rozwiniętych mięśniach, raczej miernie rozwiniętej podściółce tłuszczowej.

## Proces beatyfikacyjny i kanonizacyjny

Kanonizacja Stanisława Papczyńskiego i Elżbiety Hesselblad na placu św. Piotra w Watykanie

Grób o. Stanisława Papczyńskiego był wielokrotnie otwierany. Po raz pierwszy w 1705, a następnie w 1716. W 1740 ciało zostało ekshumowane przez generała zakonu marianów Czcigodnego Sługę Bożego o. Kazimierza Wyszyńskiego MIC, który wydobył je z błota na skutek wcześniejszego zalania gruntów klasztornych i przełożył do innej trumny. Do nowej trumny ciało o. Stanisława przeniósł również w 1752 generał zakonu o. Kajetan Wetycki MIC. W 1766 staraniem kolejnego generała o. Jacka Wasilewskiego MIC wymurowano sarkofag według projektu Jakuba Fontany obok wielkiego ołtarza i złożono w nim trumnę ze szczątkami, umieszczając w ostatnich latach XIX wieku na nim tablicę pamiątkową. 12 lutego 2007, w związku z planowaną beatyfikacją, dokonano kanonicznej ekshumacji jego ciała. Znaleziono cały szkielet oraz stosunkowo dobrze zachowany biały habit, którym był odziany. Część kości została wyjęta na relikwie. Marianie wykonali ponadto renowację sarkofagu.
Kult zmarłego pielęgnowano od momentu jego śmierci, w przekonaniu jego świętości. W XVIII wieku dokonały się za jego przyczyną liczne uzdrowienia, co skłoniło ojców marianów do starań o wyniesienie o. Stanisława Papczyńskiego na ołtarze. W latach 1751–1753 pierwsze kroki ku beatyfikacji podjął o. Kazimierz Wyszyński MIC, następnie o. Kajetan Wetycki MIC polecił, by gromadzono świadectwa o cudach zdziałanych za jego pośrednictwem.
10 czerwca 1767 na wniosek kapituły generalnej marianów rozpoczął się proces informacyjny w sądzie biskupim z ramienia ordynariusza poznańskiego, który zakończył się 4 października 1769, po czym akta procesu przesłano do Rzymu. Proces beatyfikacyjny wkrótce jednak został przerwany, na skutek braków w dokumentacji, a jego wznowienie w wyniku trudnej sytuacji politycznej Polski nie było możliwe.
Do wznowienia starań o beatyfikację o. Stanisława doszło dopiero po II wojnie światowej, kiedy to w 1952 kapituła generalna marianów wyznaczyła postulatora w sprawie wyniesienia go na ołtarze. Kard. Stefan Wyszyński powołał specjalną Komisję Historyczną z postulatorem o. Kazimierzem Krzyżanowskim MIC, celem zbadania dokumentacji świątobliwości życia o. Stanisława, po czym akta zostały przesłane do Kongregacji do spraw Świętych w Stolicy Apostolskiej. 13 czerwca 1992 papież Jan Paweł II wydał dekret o heroiczności jego życia i cnót. Odtąd przysługiwał mu tytuł Czcigodnego Sługi Bożego. 14 listopada 2006 Kongregacja Spraw Kanonizacyjnych uznała cud za przyczyną jego wstawiennictwa, co potwierdził 16 grudnia tegoż roku papież Benedykt XVI, jakim było niespodziewane przywrócenie życia obumarłemu w łonie matki płodowi. 16 września 2007 w Licheniu Starym odbyła się uroczystość beatyfikacji z udziałem Sekretarza stanu Stolicy Apostolskiej kard. Tarcisio Bertone. Portret beatyfikacyjny o wymiarach (6 × 8) m namalowała amerykańska artystka Janis Balabon i był on zawieszony na fasadzie bazyliki przez okres jednego roku od dnia beatyfikacji.
21 stycznia 2016 papież Franciszek uznał cud za jego wstawiennictwem, jakim było niespodziewane wyleczenie dwudziestoletniej dziewczyny z silnej choroby układu oddechowego. 15 marca 2016 podczas konsystorza, papież wyznaczył dzień jego kanonizacji. 5 czerwca 2016, podczas uroczystej mszy świętej na placu Świętego Piotra w Watykanie, bł. Stanisław Papczyński razem z bł. Marią Elżbietą Hesselblad został przez papieża Franciszka włączony w poczet świętych Kościoła katolickiego.

## Upamiętnienie

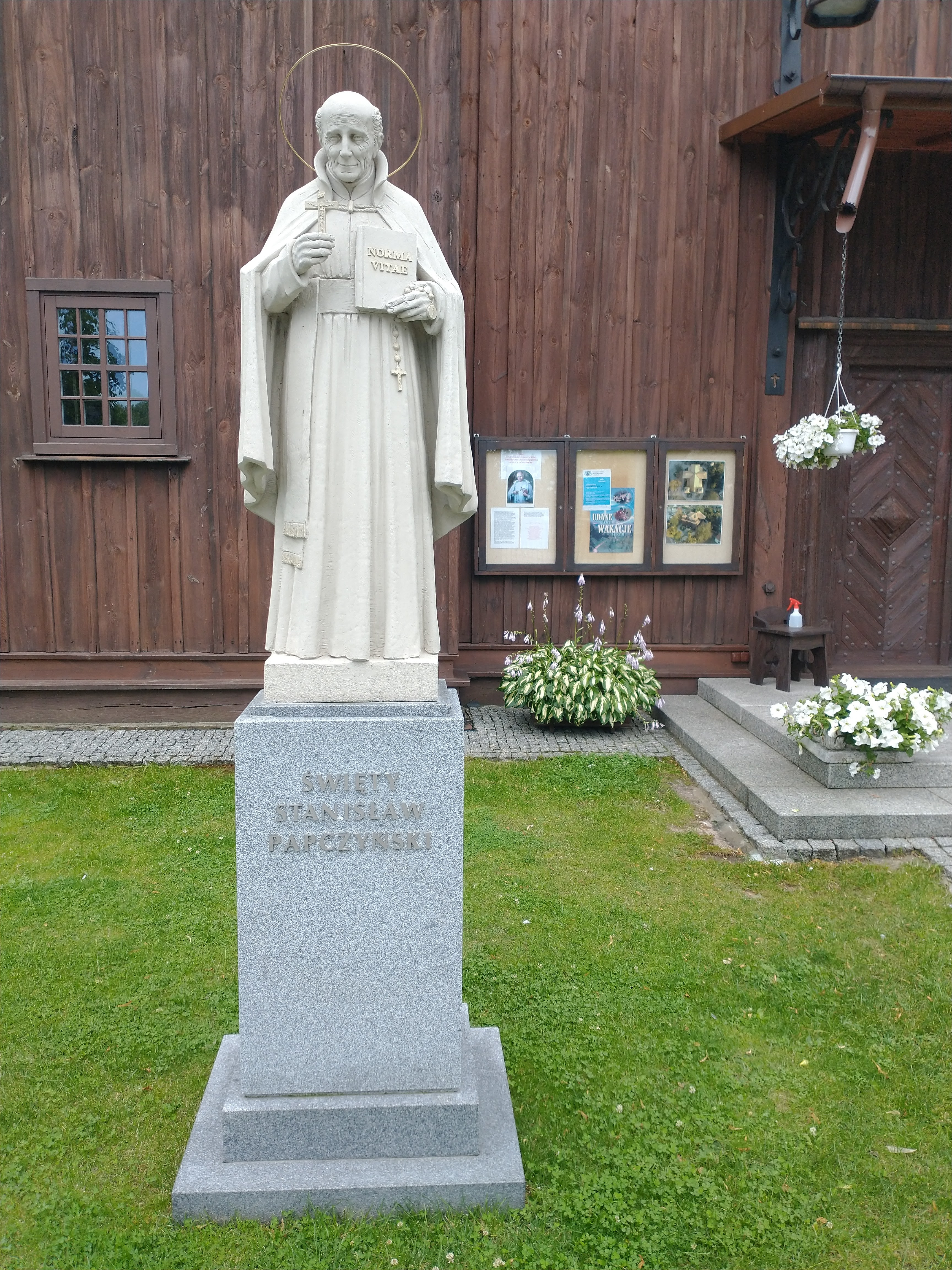
Figura św. Stanisława Papczyńskiego koło kościoła w Mariańskim Porzeczu

- W 1934 postawiono we wsi Podegrodzie pomnik poświęcony o. Stanisławowi Papczyńskiemu. Blisko bazyliki licheńskiej również ustawiono pomnik poświęcony świętemu[61]. Po ceremonii beatyfikacji w bazylice w Licheniu w 2007 na dolnej kondygnacji poświęcono kaplicę z umieszczonym w niej jego relikwiarzem[62].
- Szkoły podstawowe w Podegrodziu k. Starego Sącza, Mariańskim Porzeczu k. Garwolina i Kątach k. Góry Kalwarii noszą imię św. o. Stanisława Papczyńskiego[63]
- 6 stycznia 2008 otwarto w licheńskim sanktuarium hospicjum im. św. o. Stanisława Papczyńskiego poświęcone przez bp. Wiesława Meringa na 24 miejsca dla chorych[64]
- 31 marca 2011 Senat RP przyjął uchwałę dla uczczenia postaci i dzieła św. o. Stanisława Papczyńskiego[65]
- 11 grudnia 2015 w Górze Kalwarii otwarto specjalne muzeum poświęcone świętemu[66]
- W dniu jego kanonizacji, Poczta Polska wprowadziła do obiegu znaczek pocztowy projektu Marzanny Dąbrowskiej o nominale 3,70 zł., z napisem „Kanonizacja Ojca Stanisława Papczyńskiego”, przedstawiający jego sylwetkę oraz herb mariański[67]
- Jego wspomnienie liturgiczne wyznaczono na dzień 18 maja (data urodzin)[68]

### Filmy
Powstały trzy filmy jemu poświęcone.
| Filmy |                                                            |                                   |
| Rok   | Tytuł                                                      | Reżyseria                         |
| 2007  | Ojciec Stanisław Papczyński                                | Paweł Woldan                      |
| 2015  | Wieczernik ojca Stanisława                                 | Agnieszka Dzieduszycka-Manikowska |
| 2023  | Jak zostać świętym – historia św. Stanisława Papczyńskiego | Agnieszka Dzieduszycka-Manikowska |